# José Luis Arrieta Lujambio
José Luis Arrieta Lujambio (Sant Sebastià, 15 de juny del 1971) és un ciclista professional espanyol, ja retirat, que fou professional de 1993 a 2010. S'inicià com a professional a l'equip Banesto, equip en el qual va córrer fins al 2006, quan fitxà pel AG2R Prévoyance. En el seu palmarès destaca una victòria d'etapa a la Volta a Espanya de 2006.
Una vegada retirat passà a exercir tasques de direcció esportiva a l'equip Movistar Team fins al 2021.

## Palmarès
- 2002
  - Vencedor d'una etapa de la Volta a Astúries
- 2006
  - Vencedor d'una etapa de la Volta a Espanya

### Resultats al Tour de França
- 1996. 32è de la classificació general
- 1997. 75è de la classificació general
- 1999. 46è de la classificació general
- 2000. 57è de la classificació general
- 2005. 74è de la classificació general
- 2006. 28è de la classificació general
- 2007. 52è de la classificació general
- 2008. 72è de la classificació general

### Resultats al Giro d'Itàlia
- 1993. 105è de la classificació general
- 1994. 49è de la classificació general
- 1995. 64è de la classificació general
- 1999. 34è de la classificació general
- 2001. 29è de la classificació general

### Resultats a la Volta a Espanya
- 2000. 103è de la classificació general
- 2003. 106è de la classificació general
- 2004. 28è de la classificació general
- 2006. 44è de la classificació general. Vencedor d'una etapa
- 2007. 59è de la classificació general
- 2008. 55è de la classificació general